# سدیم یدید
افزودن مطلب

## کاربرد
در لامپ های متال هالید، نمک یددار.